# Georg von Wyß
Georg von Wyß o Wyss (Zurigo, 31 marzo 1816 – Zurigo, 17 dicembre 1893) è stato uno storico svizzero.

## Biografia
Dal 1870 fu professore ordinario presso l'Università di Zurigo, e nominato rettore nel 1872. Fu membro fondatore dell'Allgemeine Geschichtforschenden Gesellschaft (1841), con la carica di presidente dal 1854 al 1893.
Tra le sue opere letterarie vi è Geschichte der Historiographie in der Schweiz (Storia della storiografia in Svizzera, 1895). Altre opere:
- Biographie von Nicolo Paganini, 1846.
- Zürich am Ausgange des dreizehnten Jahrhunderts, 1876.[2]